# 門羅 (新罕布什爾州)
門羅（英語：Monroe）是一個位於美國新罕布什爾州格拉夫頓縣的鎮。

## 人口
根據2020年美國人口普查的數據，門羅的面積為61.70平方千米，當中陸地面積為57.80平方千米，而水域面積為3.90平方千米。當地共有人口864人，而人口密度為每平方千米14人。